# Hideto Matsumoto
Hideto Matsumoto (松本 秀人, Matsumoto Hideto, Yokosuka, 13 de dezembro de 1964 – Tóquio, 2 de maio de 1998) mais conhecido por hide (escrito somente em letras maiúsculas enquanto membro do X Japan, e todas minúsculas na carreira solo, sendo sua pronúncia correcta: "rri.dê") foi um músico, compositor e produtor musical japonês. Foi guitarrista da banda de heavy metal X Japan desde 1987 e começou sua carreira solo em 1993. Também formou o supergrupo de rock Zilch em 1996.
Ele era muito popular e influente e já vendeu milhões de discos, tanto na carreira solo, como quando membro do X Japan. No X Japan ele ganhou destaque no final de 1980 e início de 1990, sendo creditado como fundadores do movimento japonês visual kei. Quando eles se desfizeram em 1997, hide, focado em sua carreira solo, que começou quatro anos antes e passou a desfrutar de popularidade significativa. No auge de sua fama, durante a gravação de seu terceiro álbum de estúdio e prestes a lançar uma carreira internacional com a banda recém-formada Zilch, ele acabou morrendo, em 1998, no que foi considerado inicialmente como suicídio por enforcamento. Posteriormente, houve nova investigação a pedido da família e o caso foi encerrado como inconclusivo. hide era visto como um ícone para a juventude japonesa a se rebelar contra a sociedade conformista do seu país e sua morte foi rotulado como "o fim de uma era".

## Carreira

### Primeiro anos e o Saver Tiger (1964 –1987)
Hideto Matsumoto nasceu em 13 de dezembro de 1964, no hospital St Joseph's em Midorigaoka, Yokosuka, passando a frequentar o colégio Yokosuka Tokiwa Junior High School. O seu primeiro contato com o rock'n'roll deu-se aos 15 anos, quando ouviu pela primeira vez o álbum Alive! do Kiss. No mesmo ano, a avó (com quem vivia) ofereceu-lhe a sua primeira guitarra eléctrica, uma Gibson Les Paul Deluxe.
Em 1980, Matsumoto completou o ensino básico e deixou a Tokiwa Junior High School. Entrou então para a Kaisei Senior High School, em Zushi, Kanagawa. Aí, escolheu como atividade extra-curricular a participação na banda instrumental da escola. Deixou a mesma passado pouco tempo, pois o instrumento que lhe designaram era o clarinete, quando ele queria tocar trompete. Depois disso, concentrou-se na guitarra e, em 1981, formou a sua primeira banda independente, o Saber Tiger, com apenas 17 anos. Um ano depois da fundação desta, a banda começou a tocar em casas de espectáculos em Yokosuka, como a Rock City House.
Em Abril de 1983, começou a estudar estética, cosmética e moda no Hollywood Beauty Salon no actual Roppongi Hills, no qual se licenciou com classificações notoriamente graduadas, em 1984. Mais tarde, naqule ano, submeteu-se a um exame nacional e obteve com sucesso a licenciatura como esteticista. Em julho de 1985, a banda Saber Tiger lançou seu auto-intitulado EP, que incluía duas músicas, "Double Cross" e "Gold Digger". Em novembro, a banda contribuiu com a canção "Vampire" para uma amostra no Heavy Metal Force III, que também incluía as músicas do X e Jewel. Anos mais tarde, o guitarrista Kiyoshi do Jewel, iria se juntar a banda solo de hide.
Em 1986 o grupo mudou seu nome para Saver Tiger para evitar confusão com uma banda de nome similar de Sapporo, a Saber Tiger. Sua primeira aparição com o novo nome foi no sampler Devil Must Be Driven out with Devil, com suas músicas "Dead Angle" e "Emergency Express". Eles continuaram a se apresentar em casas de shows e boates como Meguro Rokumeikan, Omiya Freaks e Meguro Live Station até 28 de janeiro de 1987, quando fizeram seu último show pois a constante mudança de membros fez Hide encerrar a banda (o vocalista Kyo e o baterista Tetsu entraram no D'erlanger). Em 2001, a Nippon Crown lançou um compilado de três volumes intitulado Origin of hide, creditando a banda como "Yokosuka Saver Tiger". Os volumes 1 e 2 eram CDs ao vivo, com algumas gravações de ensaios, enquanto o volume 3 era um VHS gravado em um show.

### X Japan (1987-1997)
Com o fim do Saver Tiger, Hide havia desistido da carreira musical e iria seguir sendo cabeleireiro. Porém, com a insistência de Yoshiki, apenas alguns dias depois Hide se juntou ao X (ele também convidou Yoshiki para ser baterista do Saver Tiger), tornando-se guitarrista e compositor ocasional da banda. Com Yoshiki, Toshi, Pata e Taiji, a formação clássica do X estava estabelecida. X lançou seu primeiro álbum Vanishing Vision através da Extasy Records do baterista Yoshiki em 14 de abril de 1988, e fez turnês extensivas em apoio ao disco. Se tornaram uma das primeiras bandas independentes do Japão a alcançar sucesso mainstream e entrar para os rankings oficiais, e mais tarde foram considerados como um dos pioneiros do movimento visual kei.
O álbum de estreia major de X, Blue Blood, foi lançado em 21 de abril de 1989 e estreou em número seis na parada da Oricon. Seu sucesso rendeu à banda o prêmio "Grand Prix New Artist of the Year" no 4º Japan Gold Disc Awards em 1990. O terceiro álbum Jealousy foi lançado em 1º de julho de 1991 e estreou em primeiro lugar, vendendo mais de 600 000 cópias. Mais tarde, foi certificado milhão pela RIAJ. No ano seguinte, alteraram seu nome de apenas X para X Japan para evitar confusão com a banda californiana X.
Pouco tempo depois do lançamento de Art of Life, que também liderou a Oricon, os membros da banda afastaram-se por um tempo e iniciaram seus projetos solo. Naquela época, o grupo também abandonou a maior parte de sua estética visual kei original, exceto Hide, que manteve o seu famoso cabelo vermelho ou rosa e suas roupas e guitarras coloridas, desenhadas pelo próprio. Dahlia, que se tornaria o último álbum da banda até hoje, foi lançado em 4 de novembro de 1996 e, mais uma vez, alcançou o primeiro lugar. Em setembro de 1997 foi anunciado que o X Japan iria se separar. Eles realizaram seu show de despedida, apropriadamente intitulado "The Last Live", no Tokyo Dome em 31 de dezembro.

### Carreira Solo (1993-1998)
No início de 1993, Matsumoto foi premiado pela sua música "Frozen Bug", que gravara com Inoran e J, do Luna Sea. Também escreveu e atuou no curta-metragem Seth et Holth. Lançou o seu primeiro álbum solo em 1994: Hide Your Face, no qual, além de ter composto todas as músicas, tocara guitarra eléctrica, acústica, baixo e fizera todos os vocais.
O estilo de música do álbum diferia do speed metal e das power ballads do X Japan, aproximando-se mais do rock alternativo. Depois disso, Matsumoto iniciou a sua digressão Hide Our Psychommunity Tour. A banda contratada para atuar nos seus shows viria mais tarde a ser Spread Beaver.
Um segundo álbum foi lançado em 1996: Psyence, seguido por uma nova digressão, Psyence a Go Go.
Após o fim da banda X Japan, em 1997, hide deu um nome oficial ao seu projeto a solo: hide with Spread Beaver. Também formou uma outra banda chamada Zilch, formada por artistas britânicos e americanos como Joey Castillo e Paul Raven.
Com o seu projeto solo (sem o Spread Beaver nem o Zilch), Matsumoto continuava como compositor, vocalista e guitarrista.

### Fim do X Japan
Entretanto, a banda X Japan continuava com grande sucesso. Porém, isso não impediu a decisão repentina de Toshi de sair da banda, em 1996, o que levou Yoshiki a pôr-lhe fim. A banda realizou um último concerto ao vivo, em 31 de Dezembro de 1997, no Tokyo Dome. Esse concerto teve o nome de The Last Live.
Foi aí, com o fim da sua banda de maior sucesso, que Matsumoto começou a lutar pela sua carreira solo, com Spread Beaver e Zilch, em Los Angeles. O objetivo dessa última era claramente atingir o mercado internacional.
Yoshiki tinha em mente voltar a formar a banda no ano 2000 e contava com o apoio de hide. No entanto, esse objetivo nunca foi alcançado pois hide morreu em 1998.
X Japan voltou a reunir-se em 2007, mesmo sem hide. O guitarrista Sugizo, da banda Luna Sea, atualmente está junto com a banda, como membro oficial, apesar de hide ainda ser considerado membro oficial da banda também.

### Morte
Mesmo com dois singles do Spread Beaver já programados para lançamento ("Pink Spider" e "Ever Free"), inesperadamente, na manhã do dia 2 de Maio de 1998, hide foi encontrado enforcado na maçaneta da porta do seu quarto e faleceu, no mesmo dia, aproximadamente às 6 da manhã. A imprensa destacou o caso como suicídio. Foi socorrido imediatamente, mas, por falta de oxigênio no sangue, faleceu na ambulância a caminho do hospital.
Dado ao carácter misterioso da sua morte, muitas hipóteses se levantam, entre elas o assassinato ou a possibilidade de Matsumoto sofrer de depressão.
O funeral foi seguído por uma multidão e teve a presença de integrantes de várias bandas. O X Japan tocou a música "Forever Love" no funeral.
No mesmo evento, Yoshiki proferiu um pequeno discurso direcionado aos fãs, no qual apelava para que o deixassem dormir eternamente, em paz. Estava visivelmente perturbado e practicamente não conseguia segurar o papel por onde leu, em parte;
«Estou muito chocado por saber da sua morte. Ainda não consigo acreditar no que aconteceu. Mesmo agora, eu o vi, ele está a dormir com uma cara muito bonita. Tentei acordá-lo várias vezes mas ele ainda está a dormir. Dos cinco de nós, ele era o mais calmo, que me dava bons conselhos quando eu estava irritado ou sentimental. É claro que, com toda esta pressão, também ele quase perdeu a sua identidade. Mas, por entre estes dias duros, ele tinha sempre tempo para me ligar. Falávamos do X, música, amigos, vida, fãs, quase tudo. Ele era como um irmão mais velho para mim mas também como um irmão mais novo. Bebíamos juntos e às vezes chateávamo-nos. Mas, no dia seguinte, ele aparecia ao pé de mim e dizia "Yoshiki, o que é que eu fiz a noite passada? Desculpa, não me lembro de nada!" Mas desta vez ele não veio ter comigo... está ainda a dormir. Para todos os amigos e fãs, todos vocês devem estar confusos. Eu não consigo expressar esta tristeza em palavras, mas todos devemos entender e aceitar esta dolorosa verdade. Todos... por favor vigiem o seu sono eterno calorosamente.»

### Após sua morte
Existe um museu, em Yokosuka, chamado de Hide Museum, que abriu em 2000, foi fechado em setembro de 2005 e reabriu em 2013. Lá está exposto muitos dos itens pessoais de hide, como roupas, brinquedos, posters, guitarras, fotografias, desenhos, peluches entre outros. Durante os primeiros 5 anos aberto, o museu atraiu cerca de 450 000 visitantes.
Muitas porções das obras de Matsumoto estão ainda a ser publicadas bem reformuladas, alteradas e adaptadas por outros músicos.
Além de músico, hide colaborava com instituições de caridade e era conhecido pela sua simpatia para com os fãs. Consta que doou parte da sua medula óssea a uma fã que sofria de leucemia em estado terminal e tornou-se seu amigo, apresentando-a aos outros membros da banda e oferecendo-lhe bilhetes para os seus concertos.
Porém, mesmo após sua morte, foram lançados os álbuns das bandas Zilch e hide with Spread Beaver. I.N.A. mixou as gravações dos vocais e guitarra deixadas por hide com as gravações feitas pelas bandas.]
Em 1 de maio de 1999, 1 ano após a morte, um álbum tributo foi lançado, o Tribute Spirits. Possui covers de músicas de Hide por diversas bandas como Buck-Tick, Luna Sea e Glay, artistas solo incluindo Tomoyasu Hotei, Cornelius e Kiyoharu, e seus colegas de banda. Artistas também dedicaram canções próprias a Hide após sua morte; Siam Shade, que também apareceu em Tribute Spirits, dedicou a canção "Grayish Wing". The Yellow Monkey cantou "Kyūkon" no dia do falecimento de Hide em sua homenagem. Luna Sea homenageou Hide na letra do single "I for You".
Em 2001, são lançadas duas coletâneas de músicas do Saver Tiger (Origin of hide vol. 1 e 2).
Em 2002, no "aniversário" de 4 anos de sua morte, foram lançados um álbum de remakes eletrônicos (Psy-Clone), uma coletânea do selo LEMONed (Cafe Le Psyence) com o remake da música "Miscast" que hide compôs para o X Japan com ele no vocal (assim como "Celebration") e ainda uma coletânea de todos os seus singles (Junk Story) com duas músicas nunca antes lançadas: "In Motion" e "Junk Story".
Em 2007, o X Japan voltou e lançou uma nova música para o filme Saw IV, o single I.V.. Playbacks gravados por hide foram usados, e no clipe faz-se uma homenagem ao membro que falta na banda.

## Vida pessoal

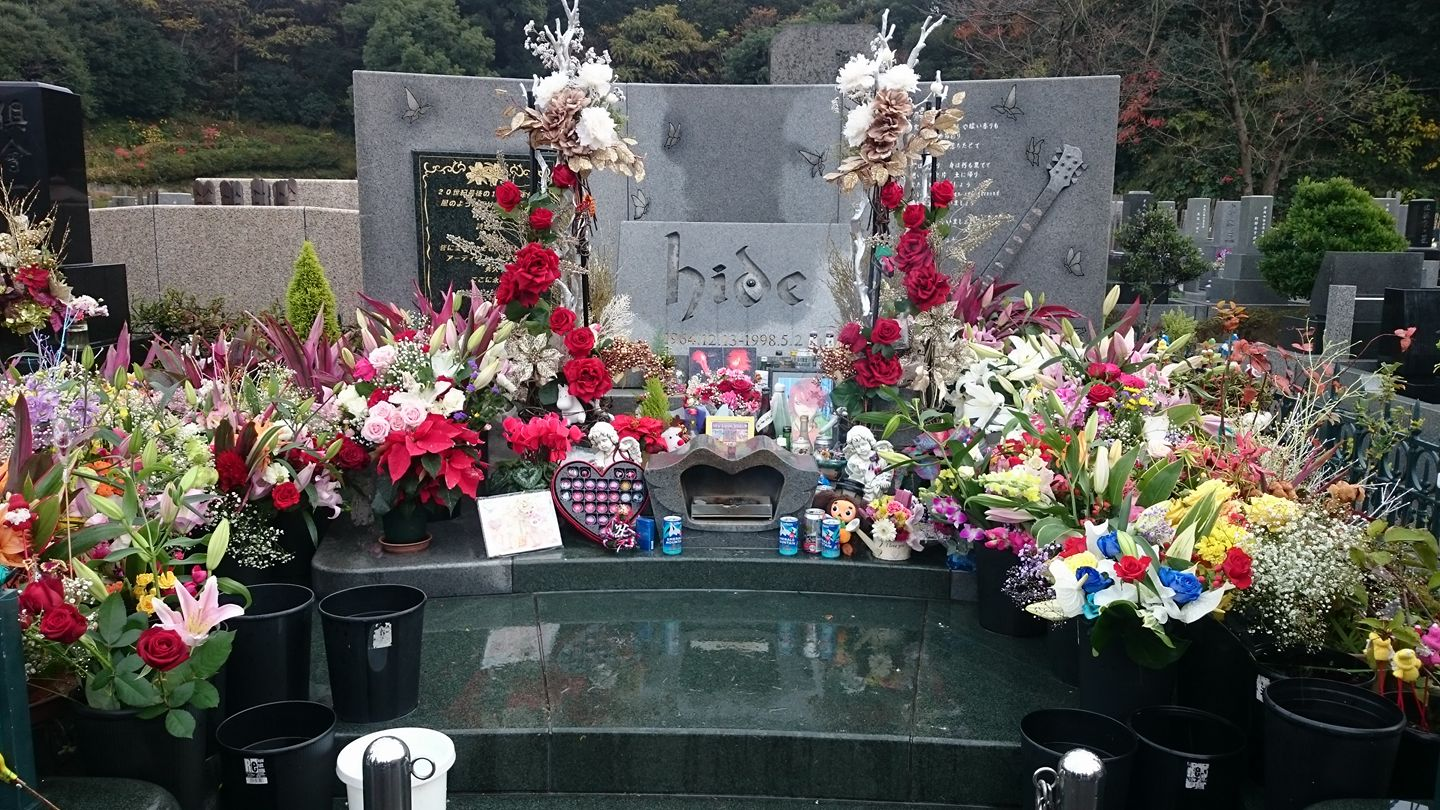
Hide's Headstone

O irmão mais novo de Hide, Hiroshi, foi seu motorista e empresário até seus últimos dias. Hiroshi tem um filho que Hide levava ao palco e cantava com ele durante a turnê Hide Our Psychommunity. Hiroshi também é o presidente da Headwax Organization, empresa de gerenciamento de Hide até os dias de hoje, e além disso aparece em Ja, Zoo lendo um trecho de "Pink Cloud Assembly".
Durante uma entrevista para o programa de televisão Rocket Punch!, gravado em 1º de maio de 1998, Hide disse que tinha uma namorada. A identidade dessa namorada nunca foi confirmada, pois Hide morreu no dia seguinte.

## Estilo musical e influências

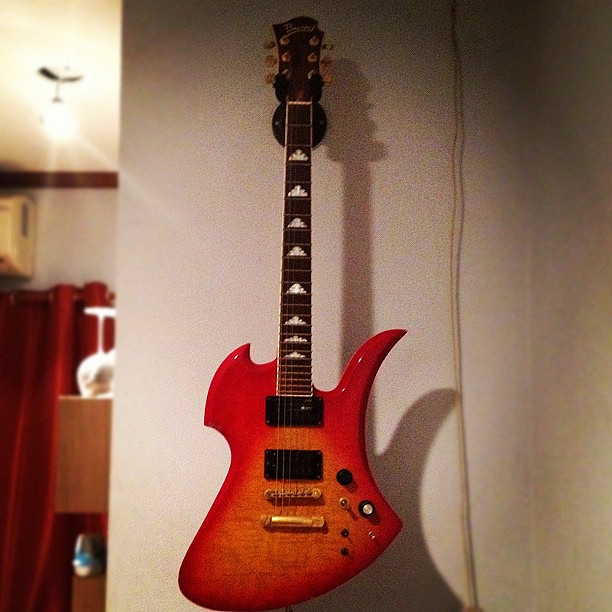
Uma das guitarras de assinatura de hide, Burny MG-130S.

Hide foi influenciado por bandas de hard rock como Iron Maiden, AC/DC e Bow Wow, bem como por bandas de punk rock como The Clash e Sex Pistols. No entanto, o guitarrista do Kiss, Ace Frehley, era seu ídolo e maior influência. Ele preferia guitarristas que faziam tocar parecer algo "sem esforço" e que têm "a habilidade, a aparência e a atitude", nomeando Frehley, Jimmy Page e Joe Perry. Citou o guitarrista do Bauhaus, Daniel Ash, como uma influência também. Hide contou que o álbum de estreia auto-intitulado do Iron Maiden ensinou-o a arranjar partes de guitarra gêmeas.
No X Japan, Hide é o segundo compositor mais creditado atrás de Yoshiki, e parece ter sido o mais experimental também. A música "Xclamation" de Blue Blood de 1989, co-composta com Taiji, incluía percussão tradicional indiana; "Scars", um single escrito por Hide de Dahlia de 1996, foi um vislumbre de seus futuros experimentos no rock industrial, de acordo com Alexey Eremenko do AllMusic. Philip Brasor, do Japan Times comentou que quando Hide morreu, o "metal japonês perdeu seu maior inovador praticante".
No início de sua carreira solo, o músico experimentou instrumentações muito diferentes do que ele costumava no X Japan. A faixa de abertura de Hide Your Face "Psychommunity", por exemplo, tem quatro faixas de guitarra e emprega uma seção de cordas completa. "Blue Sky Complex", outro exemplo, apresenta guitarras em afinação drop C, uma seção de trompete e um órgão. Sua música solo também é de gêneros não característicos do X, com a maior parte de seu catálogo sendo considerado rock alternativo. Esses trabalhos incluíam influências que iam do pop rock ao rock industrial.

### Equipamento
Como fã dos guitarristas do Bow Wow Kyōji Yamamoto e Mitsuhiro Saito, e ele tocava guitarras estilo Mockingbird, que Saito usava. O guitarrista também tem vários modelos de assinatura Fernandes e eles ainda estão disponíveis para compra atualmente. Uma de suas guitarras, uma Gibson Les Paul Standard 1959, já foi propriedade de Mick Mars do Mötley Crüe.

## Legado

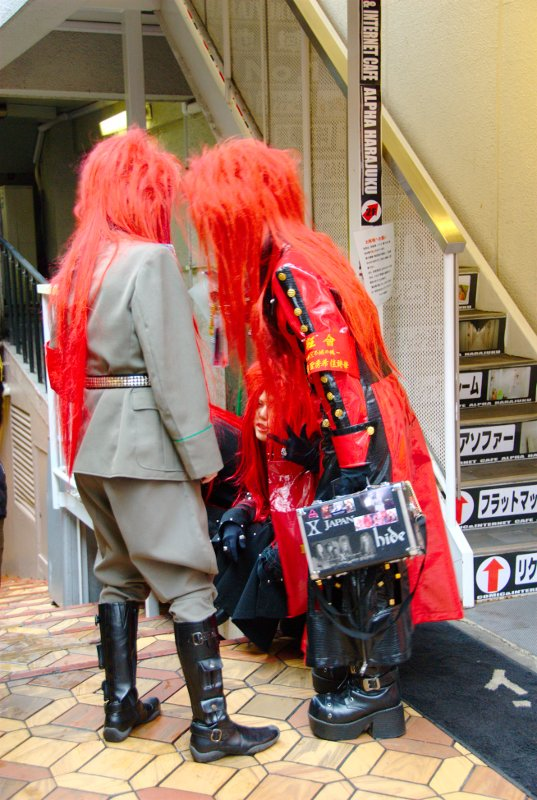
Fãs de hide vestindo-se de forma semelhante a ele, em Harajuku.

Hide é considerado muito influente não apenas pelos músicos japoneses contemporâneos, mas também por sua geração. X Japan é considerado um dos fundadores do visual kei e são influência para muitas bandas recentes. Quando eles se separaram, Hide foi o único membro a continuar com o visual kei e teve a carreira solo de maior sucesso. Como tal, atos que citam especificamente Hide como influência incluem D'espairsRay, Miya do Mucc, Hitsugi do Nightmare, Syu do Galneryus, Hizaki e Teru do Versailles, membros de heidi, Naoto de Deathgaze, Kouichi de Laputa, Jui de Vidoll, Reo de Lynch, Sena de Jiluka, vocalista Kyo e guitarrista Kaoru do Dir en grey, cada membro do DaizyStripper, Kohshi do Flow, membros do MarBell, Anza Ōyama, DJ Ozma, Ami Suzuki, Ling, líder do Silver Ash, Chiemi Ishimoto de Mass of the Fermenting Dregs, Marilyn Manson e Minami Momochi. Ryuichi afirmou que Hide foi uma grande influência no Luna Sea.
Hide foi comparado a Kurt Cobain e Jimi Hendrix no que diz respeito ao seu impacto na juventude japonesa, tendo sido "elevado a um status de deus da guitarra". De acordo com Josephine Yun, a "persona de palco de Hide era insolente na sua cara, provocante e beligerante, e emocionou a juventude japonesa enquanto horrorizava as gerações mais velhas. Muitos japoneses se sentiram sufocados pela convenção e identificados com sua rebeldia impertinente; ele se tornou uma figura cult." Neil Strauss afirma que Hide "desprezou a indústria musical e desejava mudá-la" e que ele disse que se sentia "preso na imagem de uma estrela pop". De acordo com Strauss, ele "representava uma geração de fãs que se sentiam alienados, e sua morte representou o fim de um gênero". Steve McClure, da Billboard concordou; sua "morte significa o fim de uma era", acrescentando que "X foi da primeira geração de bandas de visual kei [...] Para a próxima geração de bandas, é como: É isso. A tocha foi passada para nós."

## Spread Beaver
Os membros de apoio de Hide em sua carreira solo foram oficialmente intitulados como a banda hide with Spread Beaver em 1997.
- Kazuhiko "I.N.A." Inada (稲田和彦)– percussão, programação, vocais de apoio (1993–1998, 2008, 2016, 2018)
- Toshiya "Ran" Matsukawa (松川敏也) – guitarra, vocais de apoio (1994–1996)
- Hiroshi "Chirolyn" Watanabe (渡邊紘士) – baixo, violão, vocais de apoio e principais (1994–1998, 2008, 2016, 2018)
- Satoshi "Joe" Miyawaki (宮脇知史) – bateria (1994–1998, 2008, 2016, 2018)
- Daijiro "D.I.E." Nozawa (野澤大二郎) – teclado, piano, guitarra, vocais de apoio e principais (1994–1998, 2008, 2016, 2018)
- Kiyoshi Honma (本間清司) – guitarra, vocais de apoio (1996–1998, 2008, 2016, 2018)
- Kazuhito "K.A.Z" Iwaike (岩池一仁) – guitarra, vocais de apoio (1998, 2008, 2016, 2018)

O guitarrista do X Japan Pata fez inúmeras aparições ao vivo com a banda e também aparece em algumas gravações de estúdio. Jennifer Finch e Demetra "Dee" Plakas, da banda grunge americana L7, apoiaram Hide em algumas apresentações na TV em 1993 antes de Spread Beaver ser formado, elas também aparecem no vídeo promocional original de "Doubt".

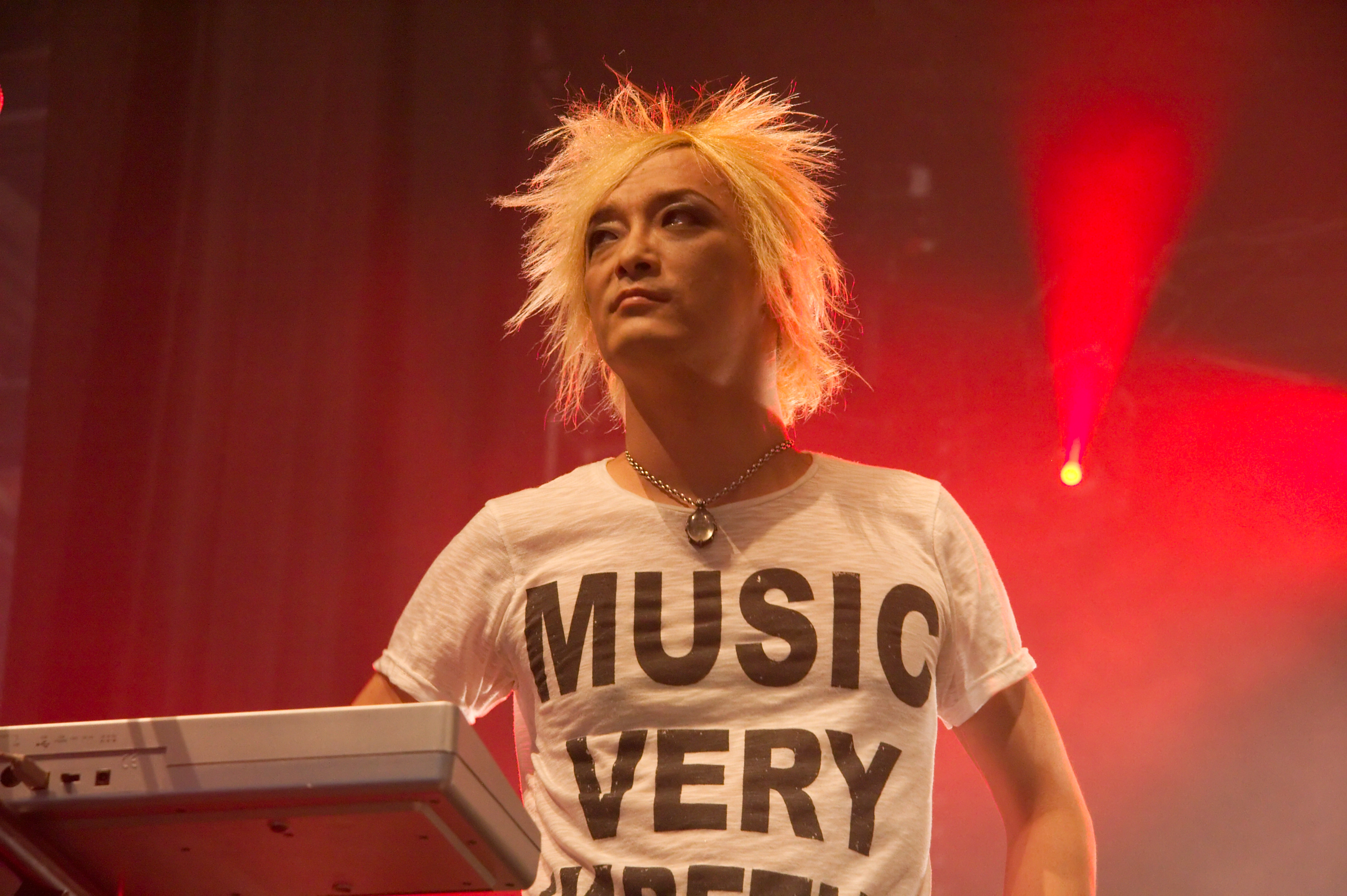
D.I.E.
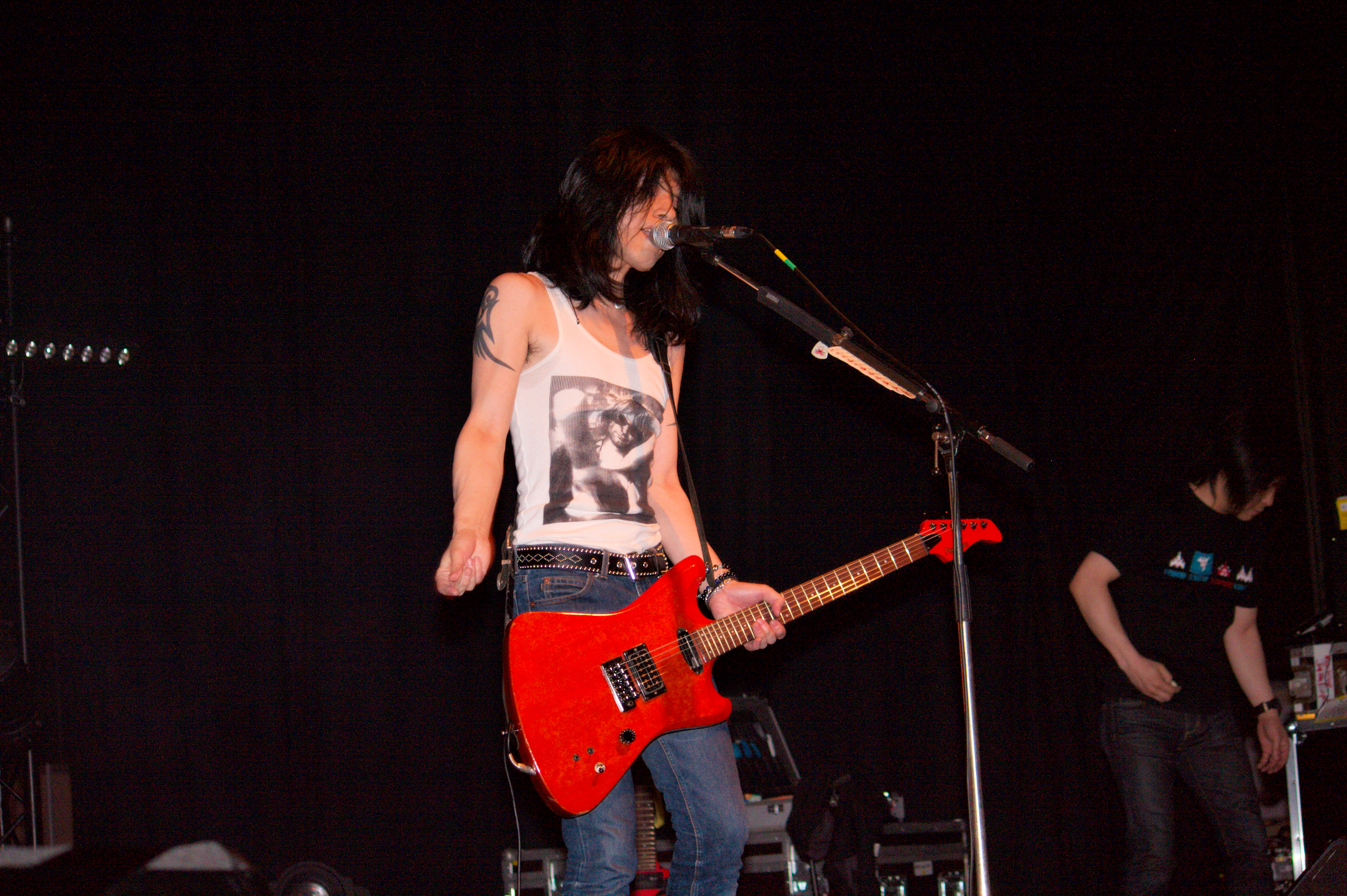
Kiyoshi
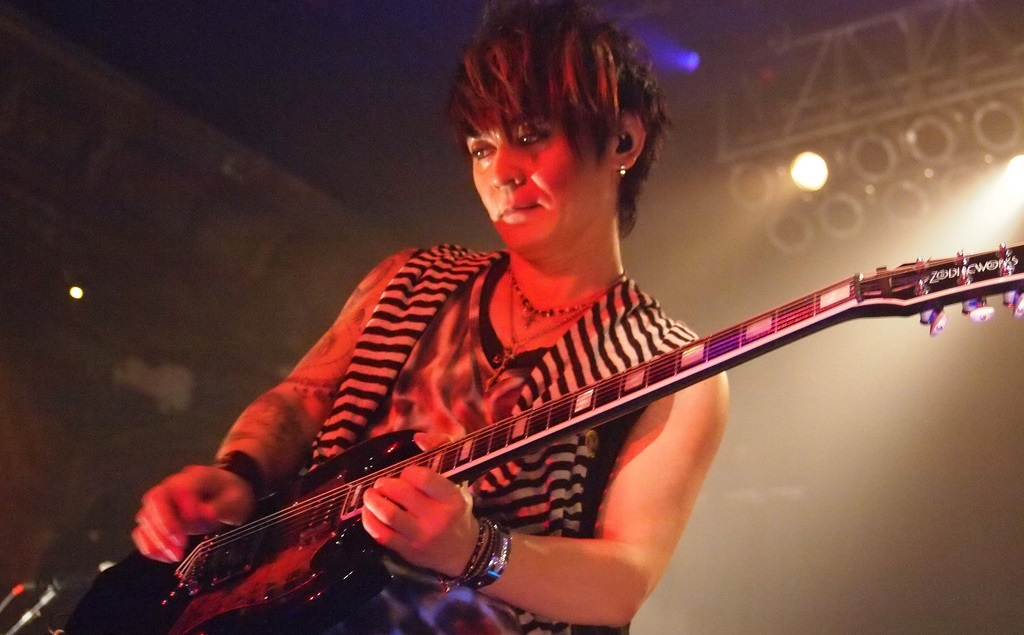
K.A.Z

## Discografia

### Álbuns
- Hide Your Face (1994)
- Psyence (1996)
- Ja, Zoo (1998)

## Filmografia
- Tokyo Pop (1988, com os outros membros do X Japan)
- Seth et Holth (1993, com TUSK)

## Prêmios
| Ano  | Prêmio                         | Categoria                                  | Trabalho      | Resultado |
| ---- | ------------------------------ | ------------------------------------------ | ------------- | --------- |
| 1998 | Space Shower Music Awards      | Melhor Vídeo do Ano                        | "Pink Spider" | Venceu    |
| 1998 | MTV Video Music Awards de 1998 | Escolha da Audiência Internacional (Japão) | "Pink Spider" | Venceu    |
| 1998 | 13° Japan Gold Disc Awards     | Canção do Ano                              | "Pink Spider" | Venceu    |